# Moses Mendelssohn
Moses Mendelssohn (héberül: משה מנדלסזון; Dessau, 1729. szeptember 6. – Berlin, 1786. január 4.) német kereskedő, filozófus, író. A zsidó felvilágosodás, a hászkhálá központi alakja. Célja a zsidóknak a megszülető nemzetállamba való integrációja volt, ennek érdekében igyekezett a zsidó és nem zsidó közösséget közelíteni egymáshoz. Népszerűsítette a zsidóság körében a német kultúrát, illetve törekedett a zsidó hagyományoknak a modern kor követelményeivel való összehangolására, a zsidó identitásnak a felvilágosodás korának megfelelő újradefiniálására. Felix Mendelssohn Bartholdy zeneszerző nagyapja.

## Élete és működése
A középkori és kora újkori Európában a társadalmat nem feltétlenül egyének társulásának fogták föl. Az egyén helyzetét nem az emberi jogai, hanem a közössége, (céh, rend, felekezet) számára adott privilégiumok határozták meg. A vallásháborúk lezárultával azonban megjelent a vallási türelem gondolata. A felvilágosodás korában a felvilágosult gondolkodók ezután megkérdőjelezték a korábbi társadalomszervezési formák létjogosultságát. A Felvilágosodás – a reneszánszhoz hasonlóan – igyekezett az egyént kiszakítani azokból a gondolkodási sémákból is, amelyekbe született.
Mendelssohn Dessauban született, majd könyvelést tanult és kereskedő lett. Mint a német kultúra tisztelője barátságba került Lessinggel, aki segített, hogy kiadja filozófiai műveit. Nagy Frigyestől Berlinben való lakhatási jogot kapott. A Porosz Akadémia első díját el is nyerte egyik értekezésével, de zsidó származása miatt nem lehetett tagja magának az Akadémiának. Héber betűkkel átírva, de lefordította németre Mózes 5 könyvét, 1767-ben pedig Platón Phaidón című dialógusának mintájára ő is írt egy Phaedon című értekezést a lélek halhatatlanságáról. A mű kapcsán vitába került egy svájci lelkésszel, Lavaterrel. Hozzá címzett írásai nyomán vita bontakozott ki a zsidók polgári jogi helyzetéről. Ennek kapcsán írta egyik központi jelentőségű művét, a Jerusalem oder über religiöse Macht und Judentum című művét.
1789 szeptemberében, a Berlinische Monatsschriftben Mendelssohn feltette a következő kérdést: "Mi a felvilágosodás?"
Kant erre adta híressé vált definícióját, amely szerint a felvilágosodás “Az ember kilábalása a maga okozta kiskorúságból. Kiskorúság az arra való képtelenség, hogy valaki mások vezetése nélkül gondolkodjék. … Merj a magad értelmére támaszkodni." Ilyen értelmezési keretben merült fel az az alkalmazkodási kísérlet, amely a zsidó felvilágosodás, a hászkhálá' nevet viseli – a hászkhálá ún. berlini változatának volt kiemelkedő alakja Mendelssohn. A zsidó felvilágosodás az egyéni felszabadulás mellett a zsidó közösségnek is a középkori-vallási hagyományokból való kiemelését és a többi felekezettel való egyenjogúsítását, emancipációját is célul tűzte ki. Követőit és a zsidó felvilágosodás híveit mászkiloknak nevezték – közülük a legismertebbek David Friendlaender, Marcus Herz és Isaac Satanov voltak.

## Felfogása és hatása

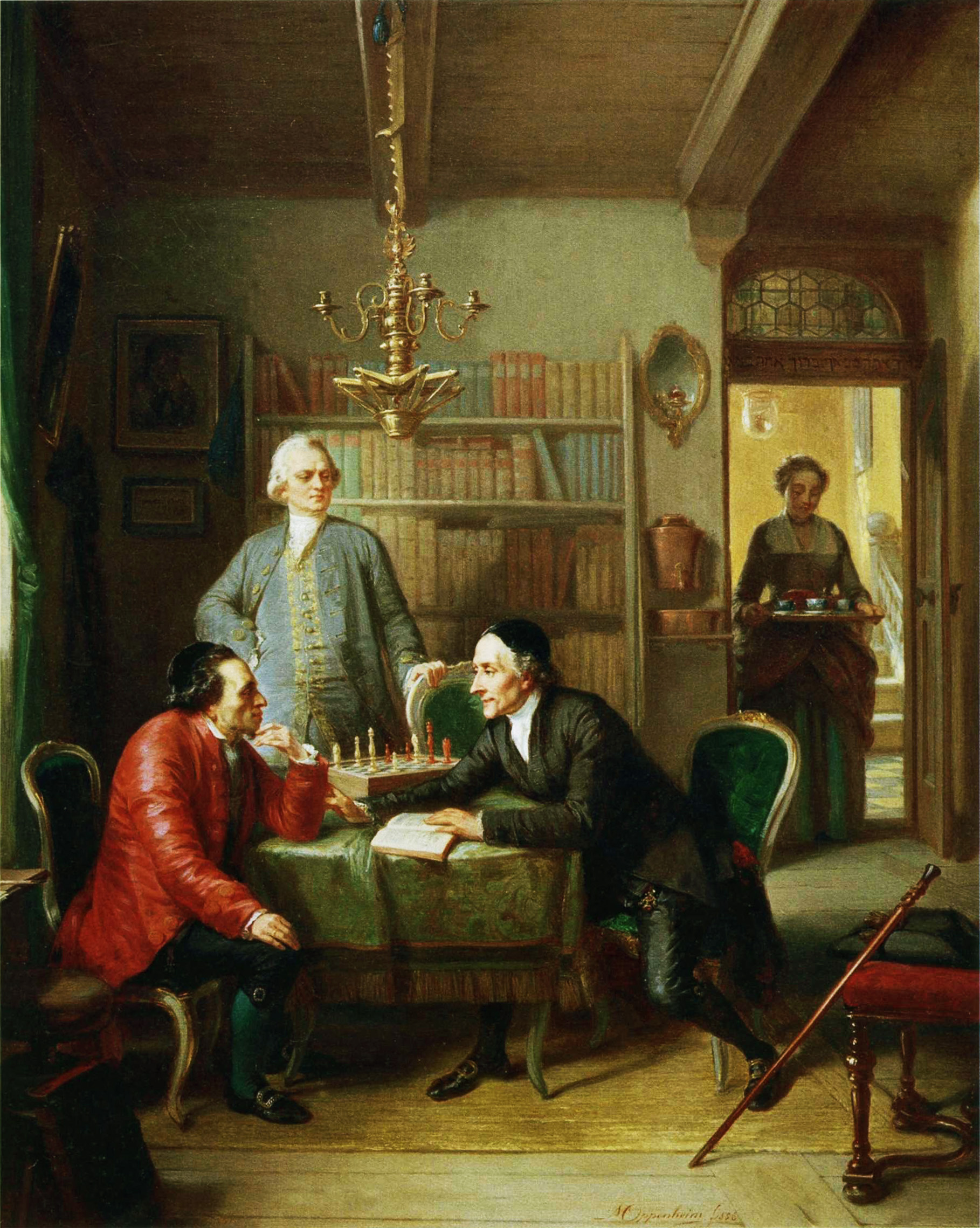
Mendelssohn, Lavater és Lessing. Elképzelt kép Mendelssohn és Lavater vitájáról, Lessing felügyelete alatt

“Azt a felfogást vallotta, hogy míg az állam a társadalmi szerződésen alapuló kötelező erejű szerveződés, az egyházak önkéntesek és csak meggyőződésre  épülnek; az embert egyikbe sem kényszeríthetik bele, és egyikből sem űzhetik ki akarata ellenére. Célszerűnek találta, hogy eltöröljék a különálló zsidó igazságszolgáltatást, és szembeszállt azokkal a keresztény liberálisokkal, akik azt kívánták, hogy az állam támogassa a zsidó bíróságokat. Sürgette, hogy vessenek véget minden zsidóüldözésnek és hátrányos megkülönböztetésnek, és az értelem diadalától várta ezt a fordulatot; de egyszersmind azt hangoztatta, hogy a zsidóknak le kell mondaniuk mindazokról a szokásokról és eljárásokról, amelyek fékezik az észszerű emberi szabadságot, kiváltképp a gondolat szabadságát” (Paul Johnson, 365. old.)
A zsidó és a nem zsidó közösségek egymáshoz való közelítésére törekedve Mendelssohn széles körű felvilágosító tevékenységet is kifejtett: elmagyarázta a zsidó igazságszolgáltatás elveit a keresztényeknek, bebizonyította, hogy a zsidó imák nem keresztényellenesek. Véleménye szerint a zsidó vallás idejétmúlt rítusait a józan ész alapján felül kell bírálni, magát a vallásgyakorlást pedig a magánszférára visszaszorítani. A zsidókérdésre adott megoldása Judah Leib Gordon költő szerint: “zsidó a sátorban, ember a külvilágban” (Paul Johnson 368. old.). Yehezkel Kaufmann Mendelssohnt a zsidó Luthernek nevezte, aki szétválasztotta egymástól a vallást és a népet. (Johnson, 366. old.). A reformjudaizmus előfutárának tartják. A haszkhalá hatására megerősödött és néhol szakadáshoz is vezetett az ortodoxok és a felvilágosultak szembenállása.
Mendelssohn hatása különösen három területen volt megfigyelhető: az emancipációs törvényekben, a zsidó életmódban és végül a zsidó oktatásban. Mendelssohn széles körű propagandatevékenysége nem maradt visszhangtalan. Mendelssohn ösztönzésére írta Christian Wilhelm Dohm Über die bürgerliche Emanzipation der Juden című művét, aminek a hatását tükrözi II. József 1782-ben született türelmi rendelete is.
1787-ben Mirabeau gróf Sur Moses Mendelssohn et sur la réforme politique des juifs címmel írt értekezést. A zsidók egyenjogúsítása végül a francia forradalom idején ment végbe:  az 1791 szeptember 27-én a Konvent minden hűségesküt tett zsidónak megadta a polgárjogot. 1806-ban pedig, mikor Napóleon összehívta a Zsidó Előkelőségek Tanácsát, ennek tagjai már mint Mózes vallását követő franciák definiálták önmagukat.
Magyarországon először az 1849. július 28-án elfogadott zsidóemancipációról szóló törvény adta meg a jogegyenlőséget a zsidók számára. A neoabszolutizmus ezt eltörölte, de a Kiegyezés részeként sor került a zsidóemancipációra Az emancipációt lezáró utolsó törvény meghozatalára végül 1895-ben került sor (1895:XLII tc. „Az izraelita vallásról" ) – ezeket a törvényeket számolták fel az ún. Zsidótörvények a XX. században.
Bibliafordítása utat nyitott a zsidó hagyományok és a héber Biblia racionális kutatása számára. Mendelssohn és követői ezenkívül támogatták, hogy a jiddis, mint német keveréknyelv szoruljon háttérbe a zsidó közösségekben és helyét a német, illetve a héber vegye át. A héber propagálására alakult meg a Héber nyelv barátainak egyesülete, illetve jött létre a Measzéf folyóirat. A mászkilimek számára a Tóra tanításai összehangban kellett, hogy álljanak a józan ész követelményeivel, ezért igyekeztek a vallási előírásokat úgy értelmezni, hogy az a modern körülmények között ne okozzon a nemzsidó közösségekben megrökönyödést, akadályozva ezzel a zsidóknak a polgári társadalomba való beilleszkedését.
Mendelssohn hívei nagy hangsúlyt fektettek a zsidó gyermekek taníttatására. Elvetették az egyoldalú vallási nevelést, ami a jesivákban folyt. Naphtali Herz Wessely pedagógiai írásaiban azt fejtette ki, hogy nem minden zsidó gyermek született a Talmud és a Tóra tanulmányozására. A zsidó felvilágosodás hívei emiatt 1778-ban Berlinben világi zsidó iskolát alapítottak Szabadiskola (Chinuch Neárim), ahol világi tudományokat is oktattak német nyelven. A mászkilim tevékenysége időnként nem nélkülözött romboló forradalmi hevületet sem. Az 1790-es években például Herz Homberg lett az osztrák fennhatóság alatt álló Galíciában lévő zsidó iskolák felügyelője. Ebben a minőségében szorgalmazta a hatóságoknál, hogy tiltsák el a zsidókat a kocsmatartástól, illetve zárassák be a boltjaikat, hogy a zsidó gyerekek földműveléssel és iparral kezdjenek el foglalkozni. Érthető módon hamarosan megjelent a zsidóságon belül a hagyományos valláserkölcsöt és életmódot képviselők ellenállása. A Habsburg Birodalomban az egyik legkorábbi zsidó ortodox reakciót a pozsonyi rabbi, Moses Szófér vezette, 1816-ban pedig a galíciai maszkilim tevékenységét be is tiltotta a lembergi rabbi.

## Művei
- Briefe über die Empfindungen, 1755
- Philosophische Schriften. 2 Bände, 1761
- Gedanken von dem Wesen der Ode, 1764
- Phädon oder über die Unsterblichkeit der Seele, 1767
- Von der Lyrischen Poesie, 1778
- Schreiben an den Herrn Diaconus Lavater zu Zürich. Berlin, 1769
- Übersetzung des Pentateuch/der Torah und der Psalmen ins Deutsche, 1783
- Jerusalem oder über religiöse Macht und Judenthum, 1783
- Ueber die Frage: was heißt aufklären?, 1784
- Morgenstunden oder Vorlesungen über das Dasein Gottes, 1785
- Kleine philosophische Schriften. Sammlung von Zeitschriften-Aufsätzen mit einem Vorwort von Johann Georg Müchler und einer Skizze seines Lebens und Charakters von D. Jenisch. Berlin, 1789
- Sämtliche Werke. 12 Bände, 1819–1825

## Magyarul
- Fédon vagy A' lélek halhatatlanságáról; ford. eggy hazafi [Pajor Gáspár]; Patzkó Ny., Pest, 1793
- A lélek halhatatlanságáról; ford. Bauer Marcussohn Hermann; Grünn J. Ny., Szeged, 1836
- Phödon, vagy A lélek halhatatlanságáról; ford. Farkas Glück Regina; Csáthy K., Debrecen, 1884
- Szemelvények Mendelssohn Mózes munkáiból; összeáll., jegyz. Waldapfel János; Zsidó Gimnázium Barátainak Egyesülete, Bp., 1929
- Phaidón, avagy A lélek halhatatlansága; ford., utószó Rathmann János; Jószöveg Műhely, Bp., 2006 ISBN 963-7052-45-3
- Jeruzsálem, avagy A vallási hatalom és a zsidó vallás; ford. Szilágyi Gál Mihály; Attraktor, Máriabesnyő-Gödöllő, 2010 (Scripta Iudaica) ISBN 9789639857643
- Jeruzsálem. Írások zsidóságról, kereszténységről, vallási türelemről (ford. Kisbali László; Az ész nyilvános és magánhasználata, ford. Miklós Tamás), Atlantisz Könyvkiadó, Budapest, 2011 (Mesteriskola), ISBN 9789639777163